# Rich Lee
Richard „Rich“ Lee (* 24. Februar 1978 in Reno, Nevada) ist ein US-amerikanischer Regisseur, der hauptsächlich Musikvideos und Werbefilme produziert und für seine Arbeit mit verschiedenen namhaften Künstlern und Marken bekannt ist.
Aufgewachsen in einer Künstlerfamilie in New York, förderte Lees Mutter schon früh seine Kreativität und brachte ihn mit verschiedenen Kunstformen in Kontakt. Bevor er Regisseur wurde, begann Lee seine berufliche Laufbahn als Bildhauer und Bühnenbildner für Broadway-Shows und arbeitete an Produktionen wie Die Schöne und das Biest, Der König der Löwen und Titanic – Das Musical. Danach arbeitete er bei Pixel Liberation Front, wo er Fähigkeiten in den Bereichen Computergrafik und Prävisualisierung erlernte, und wirkte an Filmen wie Minority Report und Constantine mit.
Nach seinem Wechsel zur Regie hat Lee mit zahlreichen bekannten Künstlern zusammengearbeitet, darunter Eminem, Lana Del Rey, Billie Eilish, The Black Eyed Peas, Norah Jones, Michael Bublé und Alicia Keys. Neben Musikvideos hat Lee auch bei Werbespots für Marken wie Amazon und Toyota Regie geführt. Zu seinen Fernsehproduktionen zählen die Episoden Gift der Netflix-Serie The Society und Die geheime Geschichte des Mr. Sands der Krimiserie Limitless. 2025 wurde der von ihm inszenierte Film Krieg der Welten veröffentlicht.
Seine Erfahrungen in verschiedenen künstlerischen Bereichen, darunter Tischlerei, Metallgestaltung und Bildhauerei, haben zu seiner einzigartigen Herangehensweise an die Regiearbeit beigetragen, wobei er oft beim Bau von Kulissen für seine Projekte behilflich ist.